# Chloë Sevigny
Chloë Stevens Sevigny (Springfield, Massachusetts, 18 de noviembre de 1974) es una actriz de cine y televisión, diseñadora de moda y exmodelo estadounidense. Se dio a conocer por su amplia carrera como actriz a mediados de la década de 1990, y por su modelaje y trabajo para la revista neoyorquina Sassy, por la que fue catalogada como la nueva "chica de moda" de ese momento, atrayendo la atención dentro del circuito de la moda de Nueva York.
Sevigny debutó en el cine con un papel protagonista en la controvertida película Kids (1995), de Larry Clark, actuación que le valió una nominación al premio Independent Spirit. Una larga lista de papeles en películas independientes y a menudo avant-garde en la década la consolidó como un icono del cine independiente. No fue hasta 1999 que consiguió serio reconocimiento crítico y comercial por su papel en Boys Don't Cry, por la cual fue nominada a los premios Óscar y Globo de Oro como mejor actriz de reparto.
Continuó actuando generalmente en películas independientes y cine arte, como American Psycho (2000), Party Monster (2003), The Brown Bunny (2003) y Dogville (2003). En 2006 Sevigny consiguió un papel estelar en la serie de televisión de HBO Big Love, por la cual recibió un Globo de Oro como mejor actriz de reparto en 2010. También ha trabajado en dos obras de teatro off-Broadway y ha protagonizado varios videos musicales. Además, ha diseñado varias colecciones de ropa.

## Primeros años
Chloë Stevens Sevigny nació en Springfield, Massachusetts, y creció en Darien, Connecticut, junto a su madre, Janine Malinowski —de ascendencia polaca—, y su padre, H. David Sevigny, un contador y pintor de interiores de ascendencia franco-canadiense. Su padre falleció de cáncer en 1996. Tiene un hermano mayor, Paul, actualmente un disc jockey de Nueva York. Durante los veranos, Sevigny a menudo asistía a grupos de teatro y protagonizaba obras de la YMCA; siempre aspiró a ser actriz. De pequeña, a menudo jugaba a disfrazarse con ropa que su madre le compraba en locales de segunda mano, lo que describió como "instintivo" para ella. Fue criada en una familia católica, y asistió a la Secundaria Darien. Durante la secundaria, con frecuencia cuidaba al actor Topher Grace y a su hermana menor. A pesar de la reputación de clase alta y adinerada de la ciudad de Darien, los padres de Sevigny mantenían una familia humilde y, de adolescente, trabajó barriendo canchas de tenis en un club de campo.
Durante su juventud, Sevigny se volvió un tanto rebelde: "Yo era bien educada, y mi madre era muy estricta. Pero igualmente pasaba el tiempo en la estación Mobil y fumaba cigarrillos". Además comenzó a referirse a su ciudad como "Darien aria", para tratar de diferenciarse de la clase alta y de la reputación Ivy League de la comunidad. Entre sus dos últimos años en la secundaria, Sevigny incluso se rapó la cabeza y vendió el pelo a un fabricante de pelucas de Broadway. Admitió abiertamente haber experimentado con drogas, especialmente con alucinógenos, pero dijo que nunca fue una "buena drogadicta"; a pesar de esto, fue mandada por sus padres a reuniones de Alcohólicos Anónimos después de consumir marihuana y drogas alucinógenas. "Tuve una maravillosa vida familiar, no quisiera que parezca que eso se reflejó en ellos. Creo que yo estaba muy aburrida y simplemente me encantaba tomar alucinógenos... Pero a menudo siento que como lo experimenté cuando era más joven ahora no tengo interés como mujer. Conozco a muchas personas que no lo hicieron, y es mucho más peligroso empezar a experimentar con drogas duras", comentó a The Times en 2007. A menudo se ha descrito a sí misma como "solitaria" y una "joven deprimida". Su única actividad extracurricular era ocasionalmente patinar en skate con su hermano mayor, y pasaba la mayoría de su tiempo libre en su habitación: "Mayormente cosía. No tenía nada mejor que hacer, así que hacía mi propia ropa".
A los 18 años de edad, Sevigny se mudó de Connecticut a un apartamento en Brooklyn. Ahí, en 1993, fue descubierta en una calle de la East Village por una editora de moda de la revista Sassy, que estaba tan impresionada con el estilo de Sevigny que le ofreció incluirla en la revista. Mientras contaba el suceso, Sevigny era reacia acerca de eso: "A la mujer de Sassy solo le gustaba el sombrero que estaba usando", dijo. Más tarde modeló para la revista y también para X-girl, la marca de moda de Kim Gordon de Sonic Youth. Durante esa época, el escritor Jay McInerney la encontró en la ciudad de Nueva York y escribió un artículo de siete páginas acerca de ella en The New Yorker, en el cual la apodó la nueva chica de moda ("it-girl"). A continuación apareció en la carátula del álbum de la banda Gigolo Aunts, Flippin' Out y el EP Full-On Bloom, y también tuvo un papel en un videoclip de la banda The Lemonheads.

## Carrera como actriz

### Primeros trabajos (1995-1999)
Sevigny conoció al joven guionista y aspirante a director Harmony Korine en el Washington Square Park de Nueva York durante su último año de secundaria. Se hicieron amigos cercanos y la contrataron para la película independiente de bajo presupuesto Kids (1995). Dirigida por Larry Clark y escrita por Korine, Sevigny interpreta a una chica de Nueva York que descubre ser VIH-positivo. Según Sevigny, ella fue originalmente elegida para un papel mucho más breve, pero terminó reemplazando a la actriz canadiense Mia Kirshner, quien no tenía experiencia profesional como actriz; dijo sobre su casting: "Harmony Korine pensó que yo era una chica dulce y encantadora y le gustaba mi pelo rubio". No obstante, Kids resultó ser controvertida; la película fue clasificada NC-17 por la Motion Picture Association of America debido a su muestra gráfica de sexualidad y consumo de drogas y substancias involucrando jóvenes. A pesar de su controversia, Kids tuvo éxito con la crítica y el público: la periodista Janet Maslin consideró la película como "una llamada de aviso para el mundo moderno" acerca de la naturaleza de la juventud en la vida urbana del momento.
Después de Kids, Sevigny continuó con la película independiente del actor y director Steve Buscemi, Trees Lounge (1996), interpretando un papel relativamente pequeño como la enamorada de Buscemi. Durante esta época, la directora Mary Harron (después de haber visto Kids) le ofreció un papel menor en su película, Yo disparé a Andy Warhol (1996). Harron ubicó a Sevigny en la tienda de ropa Liquid Sky de SoHo, donde se encontraba trabajando al momento. Sevigny hizo su primera audición, pero al final decidió rechazar el papel; aunque más tarde trabajaría con Harron en American Psycho (2000). En vez de aceptar el papel en I Shot Andy Warhol, Sevigny protagonizó y trabajó como diseñadora de modas en Gummo (1997), escrita y dirigida por Harmony Korine, quien estuvo involucrado románticamente con Sevigny durante la filmación. Gummo fue tan controversial como el debut de Sevigny; ambientada en Xenia, Ohio, la película muestra un montón de personajes nihilistas en un pueblo de Estados Unidos afligido por la pobreza, y presenta temáticas como el sexo y el abuso de drogas, así también como de la juventud alienada y antisocial del Medio Oeste de los Estados Unidos Recordando la naturaleza de confrontación de la película, Sevigny la citó como uno de sus proyectos favoritos: "Los jóvenes aman esa película. Ha sido robada de todos los Blockbuster de Estados Unidos. Se ha transformado en una película de culto". La película fue dedicada el padre de Sevigny, que falleció antes del estreno.
Tras Gummo, Sevigny coprotagonizó el thriller neo-noir Palmetto (1998), personificando a una joven secuestrada de Florida junto a Woody Harrelson. Más tarde tuvo un papel protagonista como una graduada del Hampshire College en la cinta del período sardónico The Last Days of Disco (1998), junto a Kate Beckinsale. La película fue escrita y dirigida por el director Whit Stillman y detalla el ascenso y caída de la escena de clubes de Manhattan a principios de los años 1980. Stillman dijo de Sevigny: "Chloë es un fenómeno natural. No estás dirigiendo, ella no está actuando, es real". Janet Maslin de The New York Times escribió que Sevigny "es seductivamente recatada" en su papel de Alice. La película fue bien recibida en general, sin embargo no fue un éxito de taquilla en Estados Unidos, recaudando solo 3 millones de dólares; desde ese entonces ha tenido cierto éxito como película de culto.

### Paso hacia la fama (1999-2003)
Sevigny se unió al reparto del drama independiente Boys don't cry (1999) después de que la directora Kimberly Peirce viera su actuación en The Last Days of Disco. El papel de Sevigny en Boys don't cry —una película biográfica sobre el transexual Brandon Teena, quien fuese violado y asesinado en 1993— fue el trabajo responsable de su paso hacia el estrellato y su éxito mainstream. Sevigny interpretó a Lana Tisdel, una joven que se enamora de Teena, en un principio, sin saber que había nacido chica. Boys don't cry fue bien recibida por la crítica y tuvo un éxito moderado en la taquilla. La actuación de Sevigny fue particularmente elogiada: The Los Angeles Times resaltó que Sevigny "interpreta el papel inquietantemente", Roger Ebert de The Chicago Sun Times indicó que "es Sevigny quien nos provee la entrada a la trama" y la Rolling Stone escribió que Sevigny da "una actuación que queda grabada en la memoria". La directora Kimberly Peirce repitió la misma sensación que los críticos: "Chloë simplemente se entregó al personaje. Miró un video de Lana. Se transformó en ella muy naturalmente. No es una de esas actrices de Hollywood que hace dietas y cirugías plásticas. Nunca descubres del todo su actuación". Por este papel Sevigny fue nominada como mejor actriz de reparto para los premios Oscar y Globo de Oro; ganó los premios Independent Spirit y Satellite.
Después de Boys don't cry, Sevigny interpretó un personaje secundario en American Psycho (2000), basada en la controvertida novela de 1991 escrita por Bret Easton Ellis. Sevigny interpreta a la ayudante de oficina de Patrick Bateman, interpretado por Christian Bale, un yuppie de Manhattan convertido en asesino en serie. La película, como la novela en cual se basa, fue controvertida por su descripción de la violencia gráfica y sexualidad en la sociedad de la clase alta de Manhattan. Además, se reunió con el escritor de Kids y director de Gummo, Harmony Korine, en la experimental Julien Donkey-Boy (1999), interpretando a la hermana embarazada de un esquizofrénico. Aunque no llegó a ser estrenada en los cines, consiguió algunas críticas favorables; Roger Ebert se refirió a la película como "un rodaje Freaks del equipo de Blair Witch" y continuó diciendo que "hay buenas posibilidades de que a la mayoría de la gente no le guste y se ofenda. Para otros, provocará simpatía más que desprecio". Sevigny continuó con un pequeño papel en el drama A Map of the World (1999), junto a Sigourney Weaver.
Entre 1998 y 2000, Sevigny volvió a mudarse a Connecticut para vivir con su madre y trabajó interpretando a la butch lesbiana en el telefilme ganador del premio Emmy If These Walls Could Talk 2 (2000), la secuela del telefilme dramático de HBO, If These Walls Could Talk (1996). Sevigny aceptó el papel en la película para ayudar a pagar la hipoteca de su madre, según ella es la única película que hizo por los beneficios económicos. Después de esta actuación, le ofrecieron un papel de reparto en la comedia Legally Blonde (2001) junto a Reese Witherspoon y con un sueldo de 500.000 dólares; Sevigny no aceptó y el papel fue para Selma Blair. En su lugar, protagonizó el techno-thriller francés Demonlover (2002) de Olivier Assayas, junto a Connie Nielsen, para el cual tuvo que aprender su diálogo en francés. Sevigny describió la filmación como "extraña", en el sentido que el director Assayas raramente le hablaba durante el rodaje, lo que según ella fue difícil por la falta de "aporte". Después de pasar cerca de tres meses en Francia para completar Demonlover, Sevigny regresó a Nueva York para filmar la biopic de los "Club Kids", Party Monster (2003); por casualidad, Sevigny conocía a varias de las personas representadas en la película (Michael Alig y James St. James incluidos), a quienes conoció durante sus frecuentes visitas a la escena de clubes de Nueva York cuando era joven.
A continuación, Sevigny consiguió un papel en Dogville (2003) de Lars von Trier, interpretando a uno de los residentes del pequeño pueblo de la montaña, junto a Nicole Kidman, Lauren Bacall y Paul Bettany; la película recibió comentarios mixtos y fue tachada de "anti-estadounidense" por los críticos Roger Ebert y Richard Roeper. Sevigny se reunió con la estrella de Boys Don't Cry Peter Sarsgaard para la película biográfica Shattered Glass (2003).

### La controversia deThe Brown Bunnyy período siguiente (2003-2006)
En 2003, Sevigny personificó el papel principal femenino en The Brown Bunny (2003), película sobre un solitario viajante en motocicleta que recuerda a su examante. La película alcanzó notoriedad por su escena final, de una felación real de Sevigny al coprotagonista y director Vincent Gallo. El filme fue estrenado en el Festival de Cannes y provocó controversias y críticas importantes por parte del público y los críticos. Sevigny defendió la película: «Es una lástima que la gente escriba tantas cosas sin haberla visto. Cuando ves la película, tiene más sentido. Es una película de autor. Debería ser proyectada en museos. Es como una película de Andy Warhol». Después del estreno en Cannes en 2003, la agencia de representantes William Morris eliminó a Sevigny como cliente. La agencia declaró que la escena estaba «un nivel por encima de la pornografía» y aseguró que la carrera de Sevigny «podría no recuperarse». En una entrevista con The Daily Telegraph en 2003, cuando le preguntaron si se arrepentía de la película, respondió: «No, estuve siempre dedicada al proyecto solo por la voluntad de Vincent. Tenía fe en su estética (...) Trato de perdonar y olvidar, de lo contrario me volvería una vieja amargada».
Aunque la respuesta hacia la película fue negativa, algunos críticos elogiaron la actuación de Sevigny; Manohla Dargis de The New York Times dijo: «A las actrices les han pedido e incluso intimidado para que realicen actos similares para los cineastas desde que aparecieron las películas, incluso detrás de puertas cerradas. La señorita Sevigny no se está escondiendo detrás del escritorio de nadie. Dice su diálogo con sentimiento y pone su iconoclastia justo donde todo el mundo puede verla; puede estar loca, pero también inolvidable». Roger Ebert resaltó que Sevigny dio «veracidad y vulnerabilidad» a la película.

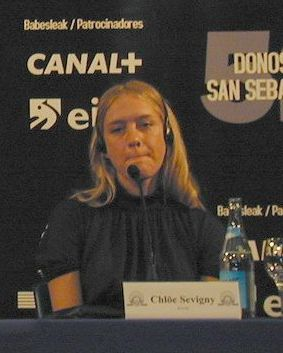
Sevigny en una conferencia de prensa de Melinda and Melinda

Pese a la desaprobación de su agencia hacia la película (y el temor de que la actriz podría haber manchado su carrera para siempre), ella continuó con varios proyectos. Tuvo un papel importante en el reparto de en la tragicomedia de dos caras Melinda and Melinda (2004) de Woody Allen, la cual Sevigny describió como una experiencia "placentera". Más tarde fue invitada en la popular serie de televisión Will & Grace, y continuó con algunos papeles en el cine, incluyendo un breve papel en la secuela de Dogville de Lars von Trier, titulada Manderlay (2005), y también en Broken Flowers (2005) con Bill Murray. También interpretó a una de las amantes del doctor Herman Tarnower en la serie de televisión de HBO Mrs. Harris (2005) junto a Annette Bening y Ben Kingsley. Después tuvo un papel como una monja católica que visita África en una de las tres historias de 3 Needles (2005), una antología que trata la prevalencia del sida en varias partes del mundo. Su actuación en la película fue elogiada; Dennis Harvey de Variety dijo que su actuación fue "convincente", mientras que Kevin Thomas de Los Angeles Times se refirió a Sevigny como "audaz y astuta". Poco después de 3 Needles, Sevigny interpretó al personaje principal en la película indie experimental Lying (2006) junto a Jena Malone y Leelee Sobieski, en el rol de una mitómana que reúne tres conocidas para un fin de semana en su casa de campo en el norte de Nueva York; la película fue estrenada en el Festival de Cannes de 2006.

### Big Love(2006-2011)
En 2006, Sevigny consiguió un papel estelar en la serie de televisión de HBO Big Love, acerca de una familia polígama. Interpreta a Nicolette Grant, la confabuladora y adicta a las compras, hija del líder de un culto y segunda esposa de un esposo polígamo, interpretado por Bill Paxton. Sevigny consiguió aún más éxito mainstream con un papel en la que sería su primera producción de gran presupuesto, como la esposa de Robert Graysmith en Zodiac (2007) de David Fincher, que cuenta la historia del infame asesino del Zodiaco de San Francisco.
Sevigny protagonizó al thriller psicológico independiente The Killing Room (2009) y también My Son, My Son, What Have Ye Done (2009) de Werner Herzog, una película de terror criminal basada en el asesino Mark Yavorsky, producida por David Lynch. También tuvo un rol en el documental independiente Beautiful Darling (2010), donde narra la vida del transexual Warhol superstar Candy Darling mediante diarios y cartas personales de Darling. A lo largo del año 2009, Sevigny continuó trabajando en la cuarta temporada de Big Love; mientras filmaba la serie, pasó seis meses del año viviendo en las afueras de Los Ángeles cerca de Santa Clarita, fuera de su casa de la ciudad de Nueva York.

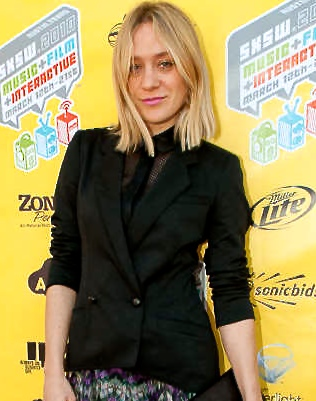
Sevigny en la premier de Barry Munday (Austin, Texas 2010).

Continuó con dos papeles importantes en dos comedias independientes: Barry Munday (2010) y Mr. Nice (2010); en la primera, Sevigny interpreta a la hermana de una mujer hogareña que espera un hijo de un mujeriego recientemente castrado (junto a Patrick Wilson y Judy Greer); en Mr. Nice, tuvo un papel protagónico como la esposa del traficante de marihuana británico Howard Marks, junto a Rhys Ifans, la película está basada en la autobiografía de Marks del mismo nombre.
En enero de 2010, Sevigny ganó un premio Globo de Oro como mejor actriz de reparto de serie, miniserie o telefilme por su papel en la tercera temporada de Big Love. La serie también recibió nominaciones en otras dos categorías. Durante la conferencia de prensa tras ganar el premio, Sevigny se refirió a las mujeres reprimidas que viven en poligamia: "Estas mujeres están extremadamente reprimidas. Deberían ser ayudadas. Ni siquiera saben quién es el presidente de los Estados Unidos".
En una entrevista más tarde con The A.V. Club, a Sevigny le preguntaron si sentía que el mensaje de la serie era que la poligamia estaba "mal". Respondió: "No, por supuesto que no. Creo que hay más paralelismos con los derechos de los gays y el estilo de vida alternativo más que 'la poligamia está mal'. Creo que en realidad aprueban a la gente que decide vivir ese estilo de vida por fuera de las sectas fundamentalistas". Durante la misma entrevista, Sevigny demostró su decepción con la cuarta temporada de la serie, llamándola "horrible" y "muy telenovelesca", aunque comentó que le encanta su personaje y en los guiones sintió que la serie "se alejó de lo que era". Más tarde se arrepintió de lo que dijo, y aclaró que estaba muy "exhausta" y "no estaba pensando en lo que estaba diciendo"; además se disculpó con los productores de la serie. "No quise que piensen que estaba mordiendo la mano de quien me alimenta, porque obviamente amo la serie y siempre me sentí positiva con respecto a ella. Y no quise que nadie me malinterpretase o pensase que no estaba siendo agradecida".
En junio de 2010, se anunció que Sevigny como protagonista en The Wait, junto a Jena Malone y Luke Grimes; es un thriller psicológico sobre dos hermanas que deciden mantener a su reciente difunta madre en su casa después de recibir una llamada telefónica diciendo que va a ser resucitada. Esta película es la segunda colaboración de Sevigny con el director M. Blash y la actriz Malone, tras Lying de 2006. La filmación comenzó el 20 de junio de 2010 en Portland, Oregón.
Para 2012 es protagonista en la serie británica Hit and Miss, transmitida por Sky Atlantic, donde interpreta a una asesina a sueldo transgénero que se entera tuvo un hijo con una exnovia hace poco fallecida, hijo el cual dejaron bajo su tutela.

## Vida personal
Sevigny se involucró románticamente en su adolescencia con el cineasta y director Harmony Korine, su debut como director en Gummo. Posteriormente ha sido vinculada románticamente con el actor Vincent Gallo y con Matt McAuley, músico.
Sevigny también ha insinuado ser bisexual: «Me he interrogado sobre cuestiones de género y sobre la sexualidad desde que era un adolescente, y he hecho un poco de experimentación». Continuó: «Yo siempre termino involucrada con mis amigas cercanas, y fue realmente malo... Me gustan las mujeres, son hermosas. ¿Qué más puedo decir?».
En enero de 2020 se confirmó su embarazo junto a su esposo, Sinisa Mackovic con quien se casó el 9 de marzo de ese mismo año. Dio a luz a un niño llamado Vanja Sevigny Mačković el 2 de mayo de 2020.

## Filmografía

### Cine
| Año  | Título                             | Papel                        |
| ---- | ---------------------------------- | ---------------------------- |
| 1995 | Kids                               | Jennie                       |
| 1996 | Trees Lounge                       | Debbie                       |
| 1997 | Gummo                              | Dot                          |
| 1998 | Palmetto                           | Odette                       |
| 1998 | The Last Days of Disco             | Alice Kinnon                 |
| 1999 | Boys don't cry                     | Lana Tisdel                  |
| 1999 | Julien Donkey-Boy                  | Pearl                        |
| 1999 | A Map of the World                 | Carole Mackessy              |
| 2000 | American Psycho                    | Jean                         |
| 2002 | Ten Minutes Older                  |                              |
| 2002 | Demonlover                         | Elise Lipsky                 |
| 2003 | Party Monster                      | Gitsie                       |
| 2003 | Death of a Dynasty                 | Sexy Woman                   |
| 2003 | Dogville                           | Liz Henson                   |
| 2003 | The Brown Bunny                    | Daisy                        |
| 2003 | Shattered Glass                    | Caitlin Avey                 |
| 2004 | Melinda and Melinda                | Laurel                       |
| 2005 | Manderlay                          | Philomena                    |
| 2005 | Broken Flowers                     | Asistente de Carmen          |
| 2005 | 3 Needles                          | Clara                        |
| 2006 | Lying                              | Megan                        |
| 2006 | Sisters                            | Grace Collier                |
| 2007 | Zodiac                             | Melanie                      |
| 2009 | The Killing Room                   | Emily Reilly                 |
| 2009 | My Son, My Son, What Have Ye Done? | Ingrid                       |
| 2009 | Beloved                            | Kim                          |
| 2010 | All Flowers in Time                | Holly                        |
| 2010 | Beautiful Darling                  | Candy Darling                |
| 2010 | Barry Munday                       | Jennifer Farley              |
| 2010 | Mr. Nice                           | Judy Marks                   |
| 2013 | The Wait                           | Emma                         |
| 2013 | Lovelace                           | Rebecca                      |
| 2014 | Little Accidents                   | Kendra                       |
| 2014 | Electric Slide                     | Charlotte                    |
| 2014 | The Beckoning                      |                              |
| 2015 | Black Dog, Red Dog                 | Ali                          |
| 2015 | Horror                             | Alex Cox                     |
| 2016 | Antibirth                          | Sadie                        |
| 2016 | Love and Friendship                | Alicia Johnson               |
| 2016 | Dr. Del                            | Brandy Sommers               |
| 2016 | Look Away                          | Carolyn                      |
| 2016 | Kitty                              | N/A                          |
| 2017 | The Dinner                         | Barbara Lohman               |
| 2017 | The Snowman                        | Sylvia Ottersen/Ane Pedersen |
| 2017 | Lean on Pete                       | Bonnie                       |
| 2018 | Lizzie                             | Lizzie Borden                |
| 2019 | The Dead Don't Die                 | Minerva Morrison             |
| 2019 | Queen & Slim                       | Mrs. Shepherd                |
| 2019 | The True Adventures of Wolfboy     | Jen                          |
| 2020 | Slow Machine                       | Chloe                        |
| 2022 | Bones and All                      | Janelle Yearly               |

### Televisión
| Año       | Título                                     | Papel                        | Notas                                                       | Ref.    |
| --------- | ------------------------------------------ | ---------------------------- | ----------------------------------------------------------- | ------- |
| 2000      | If These Walls Could Talk 2                | Amy                          | Telefilme                                                   | [ 81 ]  |
| 2004      | Will & Grace                               | Monet                        | Episodio: "East Side Story"                                 | [ 82 ]  |
| 2005      | Mrs. Harris                                | Lynne Tryforos               | Telefilme                                                   | [ 83 ]  |
| 2006–2011 | Big Love                                   | Nicolette Grant              | 53 episodios                                                | [ 84 ]  |
| 2011      | RuPaul's Drag Race                         | Ella misma                   | 2 episodios                                                 | [ 85 ]  |
| 2012      | Law & Order: Special Victims Unit          | Christine Hartwell           | Episodio: "Valentine's Day"                                 | [ 86 ]  |
| 2012      | Hit and Miss                               | Mia                          | 6 episodios                                                 |         |
| 2012      | Louie                                      | Jeanie                       | Episodio: "Looking for Liz/Lilly Changes"                   | [ 87 ]  |
| 2012      | American Horror Story: Asylum              | Shelley                      | 6 episodios                                                 | [ 88 ]  |
| 2013      | Portlandia                                 | Alexandra                    | 9 episodios                                                 |         |
| 2013      | The Mindy Project                          | Christina                    | 6 episodios                                                 |         |
| 2014      | Doll & Em                                  | Ella misma                   | 2 episodios                                                 | [ 89 ]  |
| 2014      | The Switch                                 | Sü Phan, Chris               | Episodio piloto[128]                                        |         |
| 2014      | Those Who Kill                             | Catherine Jensen             | 10 episodios                                                | [ 90 ]  |
| 2014      | The Cosmopolitans                          | Vicky Frasier                | Episodio piloto                                             | [ 91 ]  |
| 2015–2016 | Bloodline                                  | Chelsea O'Bannon             | 24 episodios                                                | [ 92 ]  |
| 2015–2016 | American Horror Story: Hotel               | Dr. Alex Lowe                | 12 episodios                                                | [ 93 ]  |
| 2016      | Dr. Del                                    | Brandy Sommers               | Episodio: "Piloto"                                          | [ 94 ]  |
| 2017      | Comrade Detective                          | Sonya Baciu                  | 5 episodios (papel de voz)                                  | [ 95 ]  |
| 2019–2022 | Russian Doll                               | Lenora Vulvokov              | 8 episodios (principal, temporada 2; invitada, temporada 1) | [ 96 ]  |
| 2019      | The Act                                    | Mel                          | 6 episodios                                                 | [ 97 ]  |
| 2020      | We Are Who We Are                          | Sarah Wilson                 | 8 episodios                                                 | [ 98 ]  |
| 2022      | The Girl from Plainville                   | Lynn Roy                     | Miniserie                                                   | [ 99 ]  |
| 2023      | Poker Face                                 | Ruby Ruin                    | Episodio: "Rest in Metal"                                   |         |
| 2024      | Feud: Capote vs. The Swans                 | C. Z. Guest                  | 8 episodios                                                 | [ 100 ] |
| 2024      | Monsters: The Lyle and Erik Menendez Story | Mary Louise "Kitty" Menéndez | Elenco principal, miniserie de TV Netflix (9 episodios)     | [ 101 ] |

## Premios y distinciones
Premios Óscar
| Año  | Categoría               | Película       | Resultado |
| ---- | ----------------------- | -------------- | --------- |
| 2000 | Mejor Actriz de Reparto | Boys Don't Cry | Nominada  |

Premios Globos de Oro
| Año  | Categoría                                       | Película       | Resultado |
| ---- | ----------------------------------------------- | -------------- | --------- |
| 1999 | Mejor Actriz de Reparto                         | Boys Don't Cry | Nominada  |
| 2010 | Mejor Actriz de Reparto - Miniserie o Telefilme | Big Love       | Ganadora  |

Premios del Sindicato de Actores
| Año  | Categoría               | Película       | Resultado |
| ---- | ----------------------- | -------------- | --------- |
| 1999 | Mejor Actriz de Reparto | Boys Don't Cry | Nominada  |

Premios Independent Spirit
| Año  | Categoría               | Película       | Resultado |
| ---- | ----------------------- | -------------- | --------- |
| 1995 | Mejor Actriz de Reparto | Kids           | Nominada  |
| 1999 | Mejor Actriz de Reparto | Boys Don't Cry | Ganadora  |